# غاري هارت (سياسي)
غاري هارت (بالإنجليزية: Gary Hart)‏ هو روائي ومحامي وسياسي أمريكي، ولد في 28 نوفمبر 1936 في أوتاوا في الولايات المتحدة. حزبياً، نشط في الحزب الديمقراطي. وقد انتخب United States Special Envoy for Northern Ireland ‏ (22 أكتوبر 2014 – ) وانتخب عضو مجلس الشيوخ الأمريكي (3 يناير 1975 – 3 يناير 1987).

## روابط خارجية
- غاري هارت على موقع IMDb (الإنجليزية)
- غاري هارت على موقع الموسوعة البريطانية (الإنجليزية)
- غاري هارت على موقع مونزينجر (الألمانية)
- غاري هارت على موقع إن إن دي بي (الإنجليزية)
- غاري هارت على موقع قاعدة بيانات الفيلم (الإنجليزية)